# Jef Bruyninckx
Jef Bruyninckx (13 janvier 1919 à Duffel - 15 janvier 1995 à Anvers) est un acteur, monteur et réalisateur belge.

## Filmographie sélective

### Réalisateur
Films
- 1956 : De klucht van de brave moordenaar
- 1956 : Vuur, liefde en vitaminen
- 1957 : Wat doen we met de liefde
- 1958 : Het geluk komt morgen
- 1958 : Vrijgezel met 40 kinderen
- 1962 : De Ordonnans / At the Drop of a Head (régisseur)

Courts-métrages
- 1957 : De fantastische ronde
- 1959 : Interdit aux chiens
- 1959 : Sacha en vacances
- 1962 : Sacha en ville

Films documentaires
- 1956 : Koning Voetbal
- 1957 : De gouden gondel
- 1958 : Voor elk wat wils
- 1959 : Wakers aan de wereldpoort
- 1960 : Terwijl de stad slaapt
- 1965 : De stem der stilte

### Monteur
- 1934 : Le Greluchon délicat, film de Jean Choux
- 1941 : Bonne chance, Monique (Veel geluk Monica) de Jan Vanderheyden
- 1947 : Le Cocu magnifique de Émile-Georges De Meyst
- 1947 : Les Atouts de Monsieur Wens, film de Émile-Georges De Meyst
- 1950 : Les anges sont parmi nous (De engelen zijn onder ons)) de Émile-Georges De Meyst

### Acteur
- 1934 : Filasse (De Witte) de Jan Vanderheyden
- 1937 : Havenmuziek (Musique de port) de Jan Vanderheyden : Jefke